# 馮河清
馮 河清（ふう かせい、生年不詳 - 784年）は、唐代の軍人。本貫は京兆府。

## 経歴
はじめ武芸により従軍し、朔方節度使の郭子儀に属し、戦功により左衛大将軍同正に任じられた。のちに涇原節度使の馬璘に属し、わずかな軍勢を率いて吐蕃の侵攻を防ぎ、捕殺の功があった。太子詹事に試用され、御史中丞を兼ね、涇原兵馬使をつとめた。
建中4年（783年）、涇原節度使の姚令言が徳宗の命を受けて李希烈の反乱を討ちに出かけると、河清は知兵馬留後となり、涇州の留守をまもった。姚令言が長安に到着すると、統率する兵が反乱を起こし、徳宗は奉天に避難した。河清はこれを聞くと、三軍を集めて大哭し、唐の朝廷への忠節を誓った。防具や武器を奉天に連夜送り届けた。徳宗にその忠誠を認められ、四鎮北庭行軍涇原節度使に任じられ、御史大夫を兼ね、安定郡王に封じられた。ほどなく河清は検校工部尚書を加えられた。朱泚と姚令言が間諜を派遣して河清を反乱に誘ったが、河清は間諜を拘束して殺害した。
興元元年（784年）、徳宗が梁州に避難すると、涇州の将の田希鑑がひそかに朱泚に通じ、反乱軍と結んで河清を殺害した。李晟らが長安を奪回すると、河清は尚書左僕射の位を追贈された。さらに太子少傅の位を贈られた。

## 伝記資料
- 『旧唐書』巻125 列伝第75
- 『新唐書』巻147 列伝第72